# ウィチタ・アエロス
ウイチタ・アエロス（Wichita Aeros）は、AAA級のアメリカン・アソシエーションに所属していたマイナーリーグベースボールのチームである。
アメリカ合衆国カンザス州ウイチタにある、ローレンス＝デュモン・スタジアムを本拠地球場としていた。
1985年からはニューヨーク州バッファローに移転し、バッファロー・バイソンズとなった。